# Jekatěrina Puzanovová
Jekatěrina Puzanovová (* 1. ledna 1979) je bývalá ruská atletka, běžkyně, která se věnovala středním tratím.

## Sportovní kariéra
V roce 2002 se stala halovou mistryní Evropy v běhu na 1500 metrů. V následující sezóně obsadila šesté místo na světovém halovém šampionátu, následně však byla diskvalifikována pro doping. Obdržela dvouletý zákaz startu. Závodila i po vypršení trestu, na své výkony však už nenavázala.